# Laibacher Moor

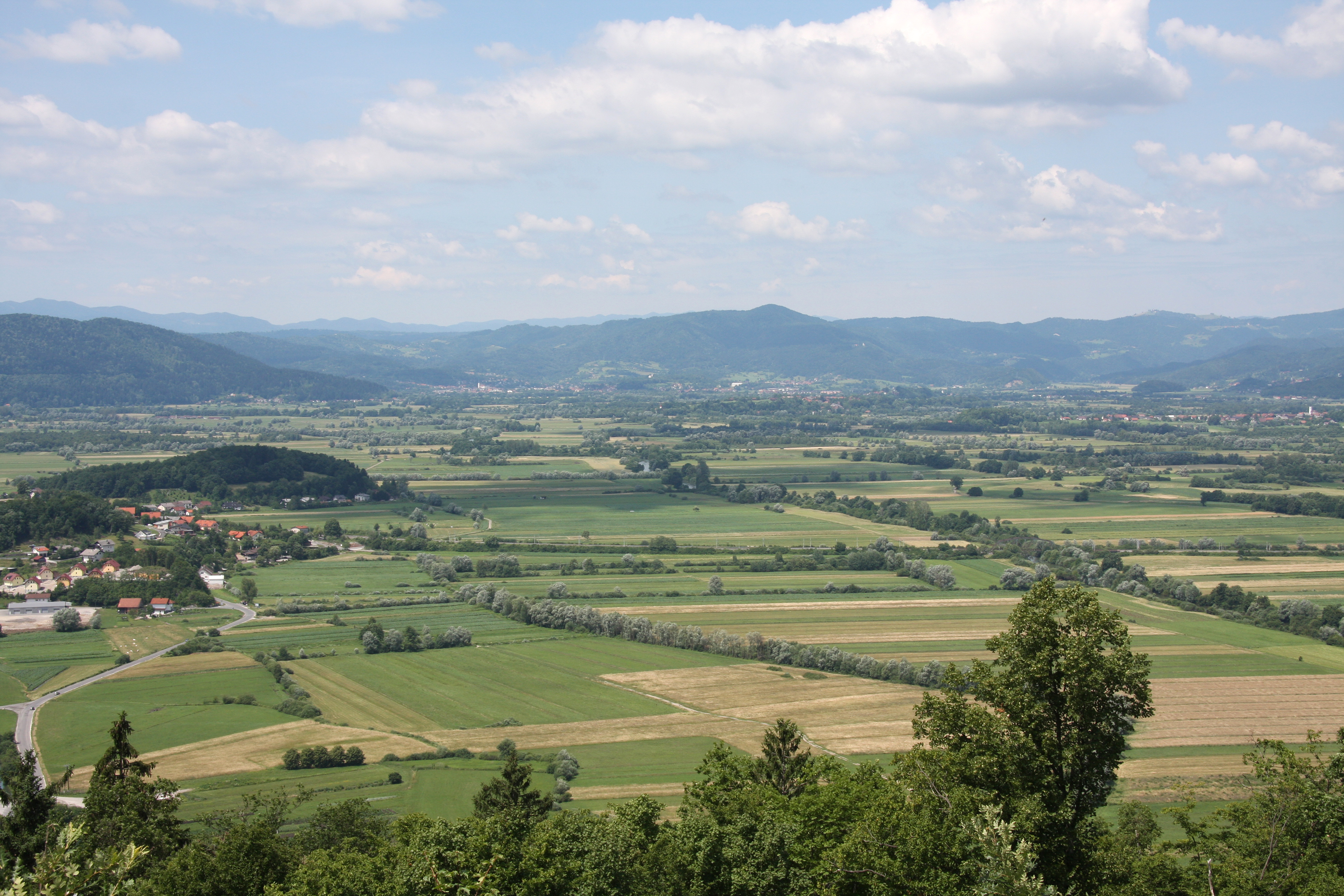
Westlicher Teil des Laibacher Moors (Ansicht vom Sveta Ana bei Podpeč)

Laibacher Moor (slowenisch Ljubljansko barje) ist die Bezeichnung einer südwestlich von Ljubljana gelegenen, nierenförmigen Ebene in der Mitte Sloweniens mit einer Ausdehnung von etwa 160 km² und einer Breite von wenigstens 6 km.

## Geschichte

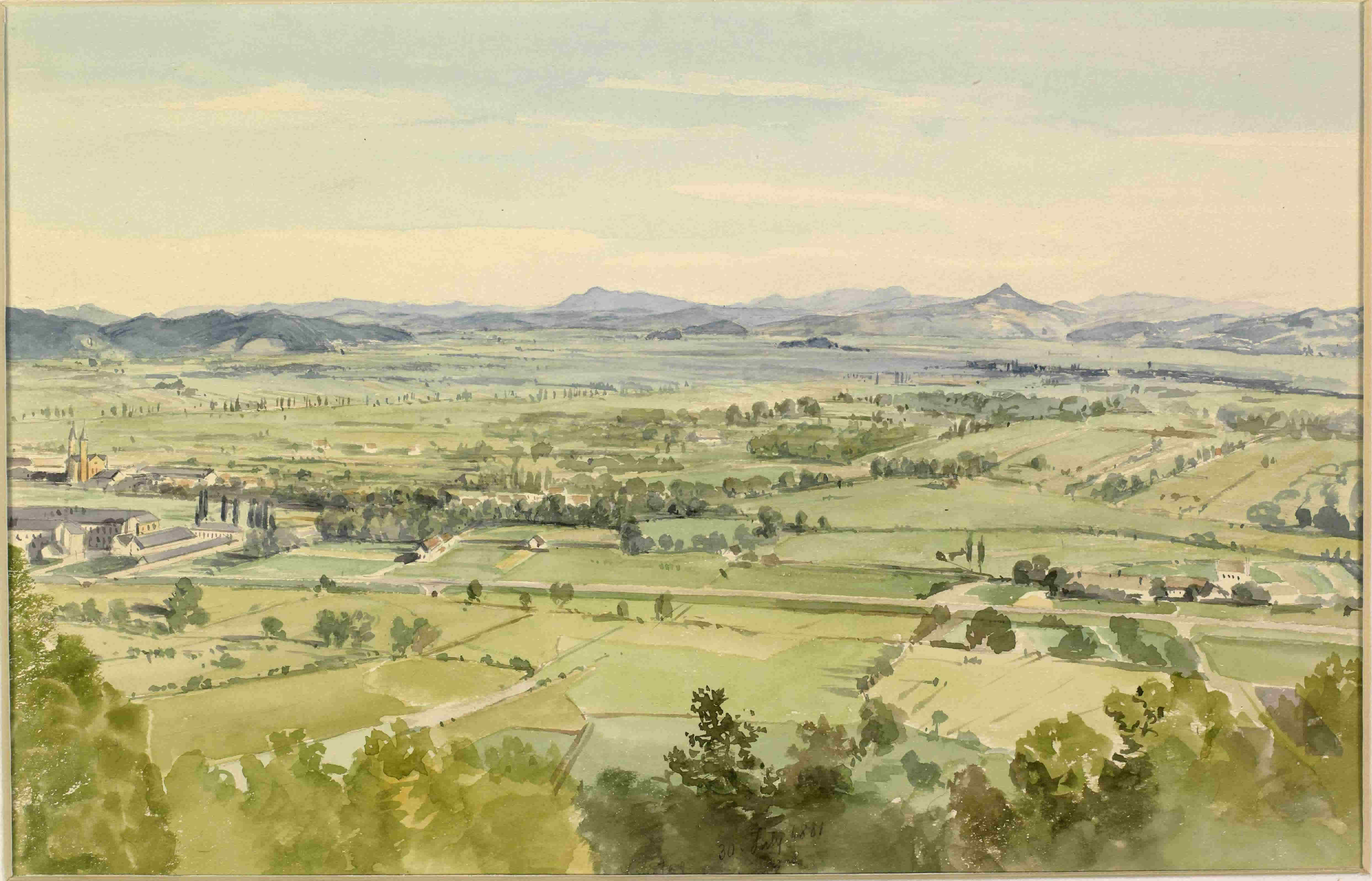
Ljubljansko barje z Rožnika, Aquarell, Ladislav Benesch 1881/87

Das Moor entstand vor 2 Millionen Jahren. Im Anschluss an die letzte Eiszeit vor 10.000 Jahren bildete sich dort ein See, der vor etwa 3500 Jahren austrocknete. Allerdings blieb das Gebiet in weiten Teilen sumpfig.
Das Moor liegt innerhalb einer Erdbebenlinie; das letzte größere Erdbeben ereignete sich 1895. Es sinkt jährlich um 0,5 mm.

## Archäologie

### Pfahlbauten

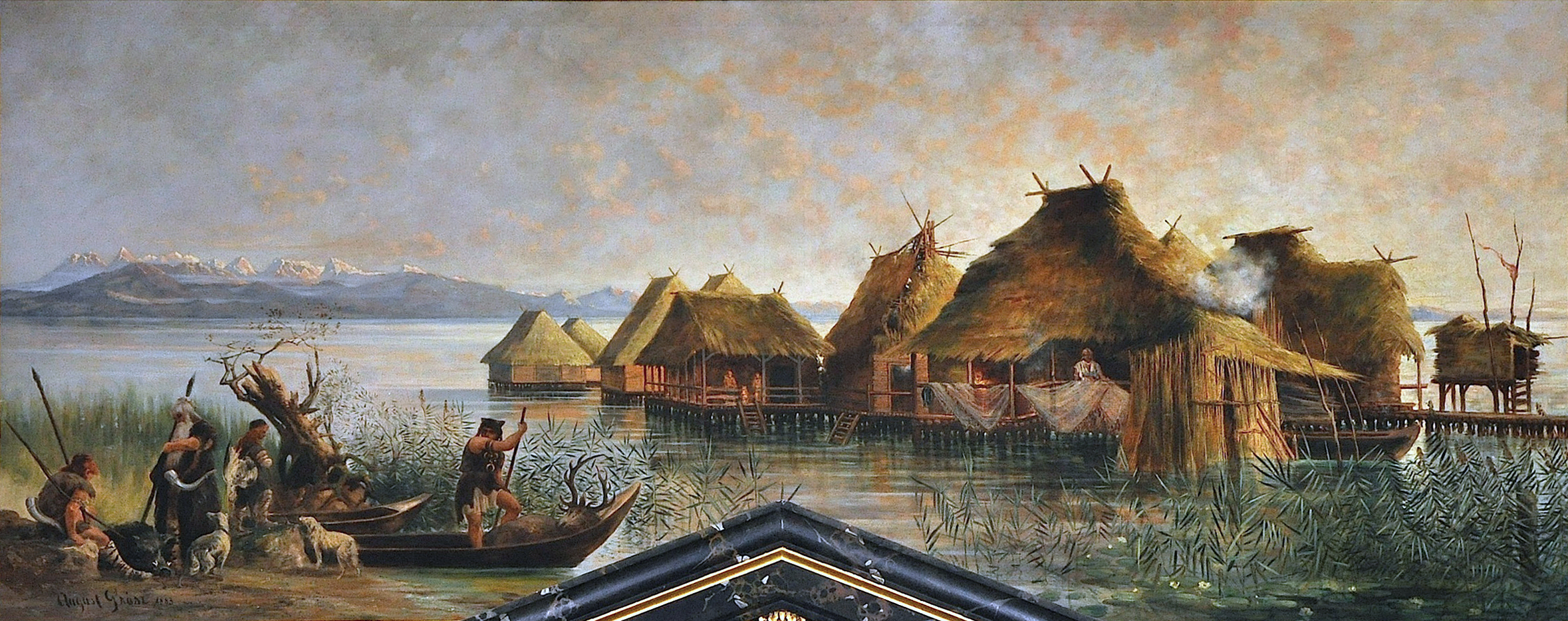
Idealbild des Laibacher Beckens – Pfahlbautenzeit (August I. Grosz, 1883)

Im Jahr 2011 wurden zwei Fundstellen von Pfahlbausiedlungen auf dem Gebiet der Gemeinde Ig  in die Liste des UNESCO-Welterbes Prähistorische Pfahlbauten um die Alpen aufgenommen. Dabei handelt es sich um die nahe der Iščica gelegenen Fundstellen Kolišča na Igu severna skupina (Pfahlbauten in Ig nördliche Fundgruppe) mit dem ungefähren Siedlungszeitraum von 3000 bis 1500 v. u. Z.,  sowie Kolišča na Igu, južna skupina (Pfahlbauten in Ig südliche Fundgruppe), etwa 5000 bis 3000 v. u. Z. Die südliche Fundstelle wurde bereits Mitte des 19. Jahrhunderts unter der Leitung von Karl Deschmann archäologisch untersucht.

### Radfund
Das Moor ist archäologisch vor allem durch den Radfund von Stare gmajne (im Laibacher Moor) bekannt. Das dort gefundene feuergehärtete Rad-Bruchstück mit Achse gehört zu den ältesten (3328–3116 v. Chr.) im zirkumalpinen Raum und entstammt einer örtlichen Gruppe der Badener Kultur.

## Naturschutz
Das ganze Moor ist im Ausmaß von  14.000 ha seit 2004 ein Natura-2000-Gebiet Ljubljansko barje (FFH und SCI/VS, SI3000271/SI5000014),
und mit 13505 ha seit 2008 ein Landschaftspark (Krajinski park, o.Nr.).
Im Landschaftspark liegen einige Naturreservate, darunter das strenge Naturreservat Iški morost, und neun Naturdenkmäler.